# Einar Böckertz
Nils Einar Böckertz, född 14 november 1900 i Lidköping i Skaraborgs län, död 30 november 1959 i Tumba i Botkyrka församling, var en svensk skådespelare, inspicient och sångtextförfattare.

## Filmmusik
- 1932 – Bröderna Östermans huskors

## Filmografi roller
- 1947 – En fluga gör ingen sommar
- 1948 – Var sin väg

### Fotnoter
1. ↑  ”Einar Böckertz”. Svensk Filmdatabas. http://www.sfi.se/sv/svensk-filmdatabas/Item/?type=PERSON&itemid=59673&ref=%2ftemplates%2fSwedishFilmSearchResult.aspx%3fid%3d1225%26epslanguage%3dsv%26searchword%3dEinar+B%C3%B6ckertz%26type%3dPerson%26match%3dBegin%26page%3d1%26prom%3dFalse. Läst 18 februari 2013.